# Constanza Varela
Constanza Andrea Varela de la Barra (née le 15 avril 1991 à Temuco), est une actrice chilienne.

## Télévision

### Séries
- Infieles (Chilevision)
  - Amoblado para Arriendo (2010) - Eloisa
  - La Réplica (2010) - Rosario "Charito"
  - El Arañazo (2011)

### Telenovelas
- Corazón rebelde (El Trece 2009) - Victoria "Vico" López

### Émissions
- 2010 : Sin Dios ni Late (Zona Latina) : Elle-même/Inviteé
- 2010 : Mira quién habla (Mega) : Commentatrice
- 2010 : SQP (Chilevisión) : Elle-meme/inviteé
- 2010 : Primer plano (Chilevisión) : Elle-même/Inviteé
- 2010 : Teatro en Chilevisión (Chilevisión) : María Javiera (épisode: La reina de las divas)
- 2010 : En portada (UCV TV) : Reporter
- 2011 : Año 0 (Canal 13) : Elle-même/Participante
- 2011 : Morandé con compañía (Mega) : Invitée (27/05/2011)
- 2011 : El experimento (TVN) : Elle-même/Jury
- 2012 : Mundos opuestos (Canal 13) : Elle-même/Invitée
- 2012 : Amazonas (Chilevisión) : Elle-même/Participante
- 2012 : Primer plano (Chilevisión) : Elle-même/Invitée
- 2012 : Intrusos (La Red) : Commentatrice
- 2013 : Mundos opuestos 2 (Canal 13) : Elle-même (Invitée)
- 2013 : Ruleta Rusa (Canal 13) : Elle-même (Participante)